# MCE Social Capital
MCE Social Capital — американский частный некоммерческий фонд (траст), специализирующийся на инвестициях социального воздействия и венчурной филантропии. Основан в 2006 году, базируется в городе Сан-Франциско (другие офисы расположены в Нью-Йорке и Вашингтоне). Главной целью MCE Social Capital является мобилизация капитала для социальных преобразований в развивающихся странах (основными финансистами фонда выступают New Resource Bank и Корпорация частных зарубежных инвестиций). Фонд кредитует микрофинансовые организации, которые помогают женщинам побороть нищету и улучшить жизнь своих сообществ (77 % конечных заемщиков фонда — женщины, 78 % — сельские жители).

## История
В 2012, 2013 и 2014 годах MCE Social Capital входил в список Top 50 Impact Investment Funds мира. В мае 2014 года фонд изменил своё название с MicroCredit Enterprises на MCE Social Capital.
На начало 2015 года MCE Social Capital предоставил кредитов более чем на 93 млн долларов 50 организациям в более 30 странах мира. Предпочтение отдаётся малым и средним предприятиям, кооперативам и ассоциациям, которые увеличивают занятость среди сельских женщин, решают экологические, медицинские и образовательные проблемы. Отдельный фонд кредитует микрофинансовые организации, работающие в странах Чёрной Африки.

## Партнёры
Главными партнёрами MCE Social Capital являются New Resource Bank, Корпорация частных зарубежных инвестиций, Tides Foundation, Cordes Foundation, Freedom from Hunger, Hunter Douglas, Davis Polk & Wardwell, O'Melveny & Myers, Indego Africa, Groom Law Group, The Kore Fund, Opportunity Collaboration, MFX Solutions, Elefint Designs, Clark Nuber и Creative Mischief.